# Stem Cell
Stem Cell è un film italiano del 2020 diretto e interpretato da Giuseppe Di Giorgio.

## Trama
Il commissario Lorenzo Aliprandi è sulle tracce di un pericoloso serial killer che uccide medici e chirurghi in modo efferato e senza lasciare traccia.

## Distribuzione
Il film è stato proiettato in anteprima il 12 febbraio 2020 al Cinema Movie Planet di San Martino Siccomario ed è poi stato presentato in vari festival cinematografici, prendendo parte a oltre sessanta eventi nazionali e internazionali.
È stato distribuito nelle sale italiane il 18 giugno 2021.